# Volkshochschulverband Baden-Württemberg

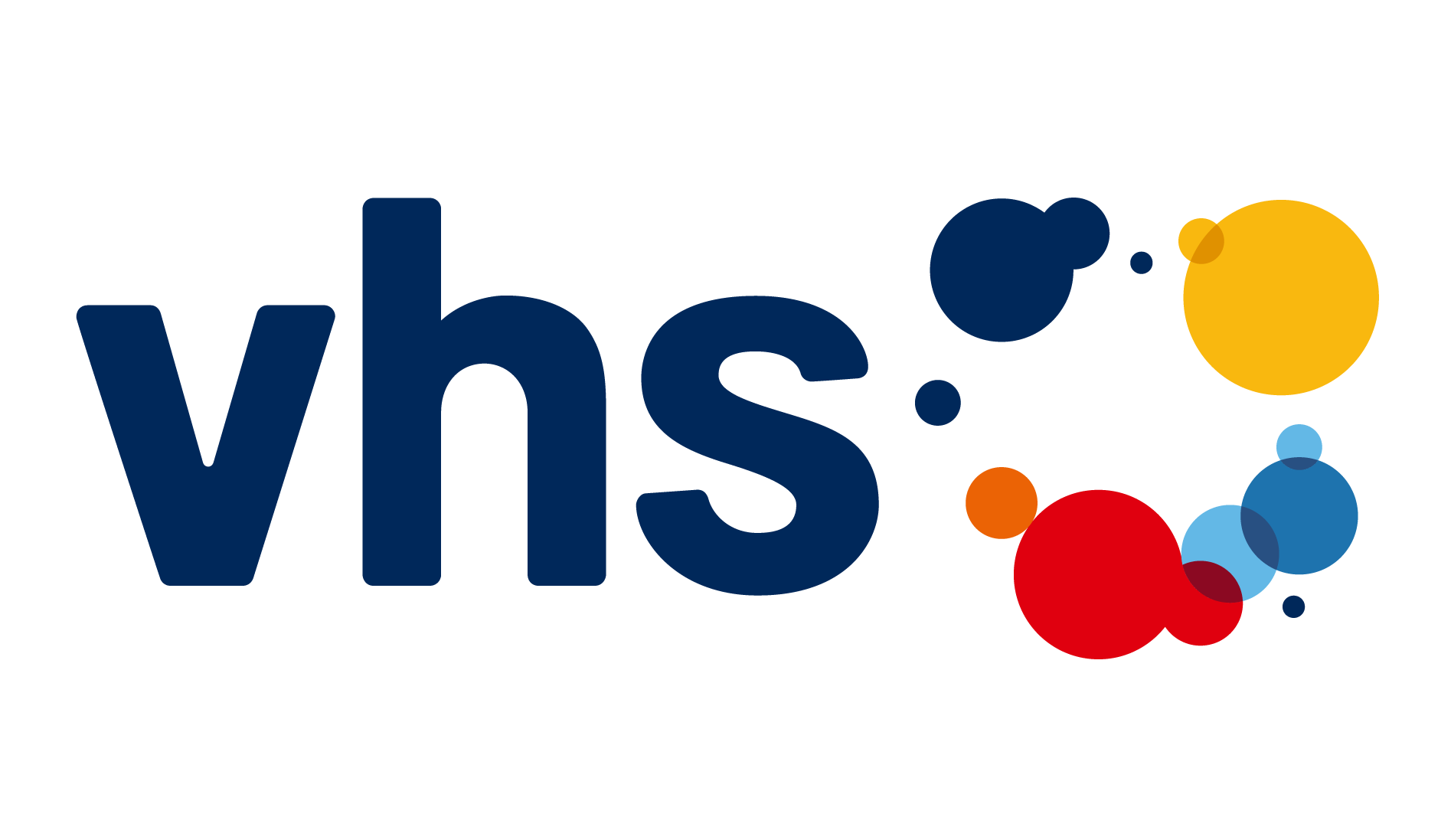
Logo sowohl des Deutschen Volkshochschul-Verbandes als auch des Volkshochschulverbandes Baden-Württemberg

Der Volkshochschulverband Baden-Württemberg e.V. ist der Fach- und Interessenverband der baden-württembergischen Volkshochschulen. Er verfolgt das Ziel, die Position der Volkshochschulen als die führende Institution der öffentlich verantworteten Weiterbildung zu stärken und auszubauen.
Der Verband unterstützt die Volkshochschulen in ihrer inhaltlichen und in ihrer bildungspolitischen Arbeit, damit sie ihre für die Zukunft der Gesellschaft notwendigen Aufgaben erfüllen können. Zu diesen Aufgaben gehören:
- ein breit gefächertes, ebenso qualitätvolles wie kostengünstiges Weiterbildungsangebot bereitzuhalten;
- allen Menschen die Möglichkeit zur Persönlichkeitsentfaltung und zum Erwerb von Schlüsselkompetenzen zu eröffnen;
- auf sozialen Ausgleich und Integration hinzuwirken und Beschäftigungschancen zu verbessern;
- als das kommunale Kultur- und Weiterbildungszentrum ein elementarer Bestandteil der Daseinsvorsorge zu bleiben und somit einen wichtigen Beitrag für unser demokratisches Gemeinwesen und zur Zukunftsfähigkeit unseres Landes zu leisten.

Die 169 Volkshochschulen mit ihren rund 700 Außenstellen bilden in Baden-Württemberg ein flächendeckendes Netz öffentlich verantworteter und geförderter Weiterbildung. Jährlich besuchen rund 2 Millionen Teilnehmer Kurse bei den baden-württembergischen Volkshochschulen.
Zur Verbandsarbeit gehören die Bereiche Politik-Gesellschaft-Umwelt, Kultur und Gestalten, Gesundheit, Sprachen, Berufliche Weiterbildung, Grundbildung und Schulabschlüsse sowie die Fortbildung der Dozenten und Mitarbeiter der Volkshochschulen.
Die Geschäftsstelle des Volkshochschulverbandes hat ihren Sitz in Leinfelden-Echterdingen.
Die Volkshochschulverbände der Bundesländer haben den Deutschen Volkshochschul-Verband als Dachorganisation.